# Guy III de Lévis
Pour les articles homonymes, voir Guy Ier.
Guy III de Lévis (1240-1299), dit aussi Guiot, seigneur de Mirepoix.

## Biographie
Guy III de Lévis est issu de la maison de Lévis. 
Il accompagna Charles d'Anjou en Italie et prit part à la bataille de Bénévent (1266), à la tête des troupes provençales. 
Il épouse Isabelle de Montmorency-Marly, fille de Bouchard II de Marly et petite-fille de Bouchard Ier. Il est le père de :
- Jean Ier de Lévis (vers 1270/1275-vers 1318), seigneur de Mirepoix et Montségur ;
- Thibaud Ier (vers 1272-1309), seigneur de Sérignan, Lapenne et Montbrun, co-seigneur de Florensac ;
- Pierre (mort en 1330), évêque de Maguelone (1305/6-1309), Cambrai (1309-1324), puis de Bayeux (1324-1330) ;
- Philippe Ier (vers 1275-après 1306), seigneur de Lévis, Florensac, vicomte de Lautrec par son mariage avec Béatrice de Lautrec ;
- Eustache, co-seigneur de Florensac ;
- François (1280-1336), co-seigneur de Montségur ;
- Guy, frère mineur ;
- Isabelle, † 1311, x 1296 Renaud (IV) de Pons de Bergerac ;
- Jeanne, † 1306, x Mathieu IV de Montmorency.

## Sources
- Art. « Mirepoix (Guy ou Guiot de Lévis III, seigneur de) », in Larousse du XXe siècle en six volumes, publié sous la dir. de Paul Augé, Paris, 1931.